# Leopoldine von Baden

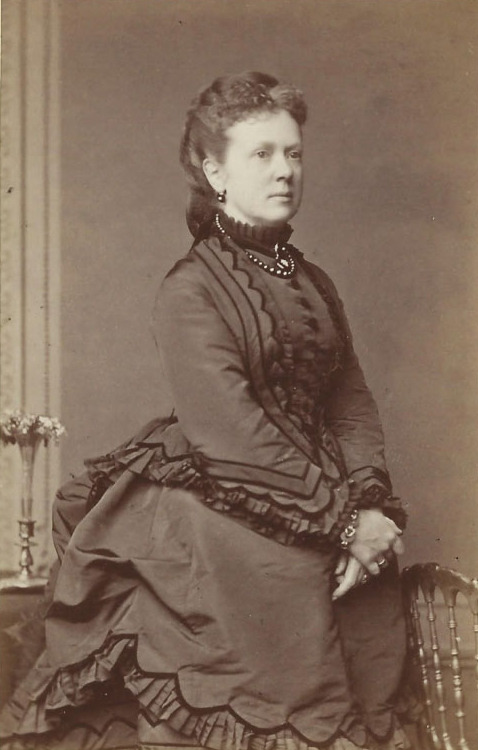
Leopoldine von Baden

Leopoldine Prinzessin von Baden, vollständiger Name Prinzessin Leopoldine Wilhelmine Pauline Amalie Maximiliane Prinzessin und Markgräfin von Baden, Herzogin von Zähringen (* 22. Februar 1837 in Karlsruhe; † 23. Dezember 1903 in Straßburg) war durch Heirat Fürstin zu Hohenlohe-Langenburg.

## Biografie
Leopoldine war die vierte und jüngste Tochter von Markgraf Wilhelm von Baden (1792–1859) und seiner Frau Prinzessin Elisabeth von Württemberg (1802–1864), Tochter des Herzogs Ludwig Friedrich von Württemberg. Ihre Großeltern väterlicherseits waren Karl Friedrich von Baden, erster Großherzog von Baden, und seine zweite Ehefrau Freiin Luise Karoline Geyer von Geyersberg, Reichsgräfin von Hochberg. Sie wuchs mit ihren zwei älteren Schwestern, Sophie (1834–1904) und Elisabeth (1835–1891), in Karlsruhe auf.
Am 24. September 1862 heiratete Prinzessin Leopoldine in Karlsruhe den Fürsten Hermann zu Hohenlohe-Langenburg (1832–1913), zweiter Sohn von Fürst Ernst I. zu Hohenlohe-Langenburg und Prinzessin Feodora zu Leiningen. Aus der Ehe gingen drei Kinder hervor:
- Ernst Wilhelm Friedrich Karl Maximilian (1863–1950) ⚭ 1896 Prinzessin Alexandra von Sachsen-Coburg und Gotha (1878–1942)
- Elise (1864–1929) ⚭ 1884 Fürst Heinrich XXVII. Reuß jüngerer Linie (1858–1928)
- Feodora (1866–1932) ⚭ 1894 Fürst Emich zu Leiningen (1866–1939)

Fürstin Leopoldine gründete den «Leopoldinen-Verein» und in Straßburg, wohin ihr Mann als Statthalter von Elsaß-Lothringen berufen wurde, übernahm sie vorwiegend repräsentative Aufgaben. Sie starb einen Tag vor Heiligabend 1903 nach längerer Krankheit und wurde auf dem Familienfriedhof in Langenburg bestattet.
Sie wurde 1871 durch Verleihung des Olga-Ordens geehrt.